# Ostritz
Ostritz est une ville de Saxe (Allemagne), située dans l'arrondissement de Görlitz, dans le district de Dresde. Elle se trouve directement à la frontière avec la Pologne, où se trouve la commune de Bogatynia, anciennement Reichenau.
L'abbaye de Marienthal se trouve dans le territoire de la commune. C'est l'abbaye cistercienne la plus ancienne d'Allemagne, dont la communauté féminine y vit depuis la fondation au XIIIe siècle.

## Municipalité
La municipalité d'Ostritz comprend, outre la petite ville d'Ostritz, Alt-Ostritz (depuis 1933), le village de St. Marienthal et sa célèbre abbaye (depuis 1950), et l'ancienne commune de Leuba (depuis 1994).